# Saison 7 d'Unité 9
 (décembre 2018).
- Si vous ne connaissez pas le sujet, laissez ce bandeau (vous pouvez alors contacter les auteurs).
- Si vous supprimez le contenu mis en cause (vous pouvez préalablement contacter les auteurs),

argumentez précisément cette suppression dans la page de discussion
(un manque de référence n'est pas un argument ; une recherche réelle de référence doit avoir été effectuée, être formellement documentée).
Chronologie
Saison 6
Cet article présente les vingt-quatre épisodes de la septième saison de la série télévisée québécoise Unité 9. Cette saison a été confirmée le 18 août 2017. Le 14 août 2018, il a été confirmé que cette saison serait la dernière.

## Synopsis
Marie Lamontagne (Guylaine Tremblay) a bien saisi l’enjeu auquel Jeanne (Eve Landry) est confrontée. Elle ne sait toutefois pas qu’elle a reçu un message de la part d’un de ses agresseurs. De son côté, Jeanne constate qu’elle n’a pas de nouvelles visites de ce dernier. Sa grossesse se poursuit et elle se laisse envelopper d’un brouillard épais. Elle s’extrait du monde.
Cette saison 7 commence avec une naissance difficile qui nous plonge dans l’un des grands drames des mères qui sont incarcérées, leurs enfants abandonnés hors les murs.
La situation de Jeanne pose plusieurs problématiques, qu’elles soient psychologiques, émotives, organisationnelles, morales et légales. Il faudra trouver la réponse à cette question si importante : Qui sera responsable de cet enfant qui vient de naître? Marie? Kim (Élise Guilbault)? La DPJ?
Shandy Galarneau, Jessica Poirier, Macha Vallières, Eyota Standing Bear, Manon Granger, Solange Chrétien et Trécée Coicou sont chacune dans des parcours différents.
Shandy (Catherine-Anne Toupin), qui devient de plus en plus vipérine, n’a pas que des amies dans la cour. Elle a surtout des clientes en mal de calmants ou de stimulants.
Jessica (Geneviève Schmidt), qui en est à la moitié de son parcours avant de pouvoir demander une libération sous condition, doit trouver de bonnes raisons de continuer à rêver de l’avenir.
Macha (Hélène Florent) n’a pas encore accepté la responsabilité de son délit. Elle n’a pas la capacité de faire face aux différents impacts de ses gestes. Son ex-conjoint, sa fille et sa mère vivent un grand désordre et ils ne peuvent lui cacher.
Eyota (Natasha Kanapé Fontaine) est très isolée de sa famille et de sa communauté. Elle a besoin de support affectif. Elle doit trouver à l’intérieur des murs une autre sorte de famille qui va l’aider à garder la tête hors de l’eau.
Manon « Boule de quilles » (Kathleen Fortin) n’a pas encore compris qu’on pouvait facilement abuser de sa naïveté. Elle aime qu’on valorise sa force physique et ses habiletés d’intimidatrice. Comme tous les êtres humains, elle a besoin d’estime et elle doit la trouver en dehors de la violence.
Solange « Brownies » Chrétien (Claire Jacques) qu’on a vu très rapidement au cours de la 6e saison, nous entraîne dans son histoire personnelle. Elle est à la veille d’obtenir sa libération d’office et le personnel n’a pas réussi à bien la préparer à cette sortie. Comment éviter cet échec de réinsertion sociale?
Trécée Coicou (Schelby Jean-Baptiste) a accepté de venir au Canada pour faire un coup d’argent en apportant une valise à double fond qui cachait quelques kilos d’héroïne. Elle était devenue une mule dans l’espoir de quitter son mari violent en emmenant ses enfants avec elle. Elle a été arrêtée aux douanes à Montréal et, pour les autorités, sa participation au transport de drogue ne faisait aucun doute.
Normand Despins (François Papineau) sait très bien que Marie-France Caron (Sophie Prégent) n’a pas oublié son passage à Lietteville. Il est à l’affût de tout ce qu’elle pourrait télécommander à partir de son bureau de sous-ministre à la Sécurité nationale. Il sait qu’elle est stratégique et que les politiques internes n’ont aucun secret pour elle. Le personnel de Lietteville n’est pas à l’abri de soubresauts politiques. L’agent Choquette (Mathieu Baron) et l’agent Anctil (Jason Roy Léveillée) ont chacun leurs alliés dans les inévitables confrontations qui les attendent. Souhaitons que les meilleurs n’aient pas à payer pour les plus crapuleux. C’est dans ce contexte qu’une nouvelle IPL, Claudine Moffatt (Jessica Barker), qui était enseignante à l’école des agents carcéraux, fera son entrée.

## Distribution

### Acteurs principaux

#### Détenues
- Eve Landry : Jeanne Biron (24 épisodes)
- Hélène Florent : Macha Vallières (22 épisodes)
- Natasha Kanapé Fontaine : Eyota Standing Bear (21 épisodes)
- Kathleen Fortin : Manon "Boule de quilles" Granger (19 épisodes)
- Élise Guilbault : Kim Vanier (17 épisodes)
- Claire Jacques : Solange "Brownies" Chrétien (16 épisodes)
- Geneviève Schmidt : Jessica Poirier (14 épisodes)
- Schelby Jean-Baptiste : Trécée Coicou (14 épisodes)
- Sabrina Bégin Tejeda : Mariposa Selanes (13 épisodes)
- Catherine-Anne Toupin : Shandy Galarneau (11 épisodes)
- Céline Bonnier : Suzanne Beauchemin (9 épisodes)
- Danielle Proulx : Henriette Boulier (6 épisodes)

#### Personnel
- Guylaine Tremblay : Marie Lamontagne (24 épisodes)
- Mathieu Baron : Marco Choquette (24 épisodes)
- Luc Guérin : Steven Picard (22 épisodes)
- Catherine Paquin-Béchard : Josée Tessier (22 épisodes)
- Marie-Chantal Perron : Madeleine Tessier (21 épisodes)
- François Papineau : Normand Despins (20 épisodes)
- Goûchy Boy : Koffi Yatabéré (18 épisodes)
- Jessica Barker : Claudine Moffatt (15 épisodes)
- Jason Roy Léveillée : Kevin Anctil (7 épisodes)
- Alexandre Bacon : Yvann Bacuse (5 épisodes)

#### Entourage
- Émilie Bibeau : Lucie Lamontagne (10 épisodes)
- Patrice L'Écuyer : Benoît Frigon (5 épisodes)

### Acteurs récurrents / épisodiques

#### Détenues
- Catherine Piché : Nath (2 épisodes)
- Ayisha Issa : Brittany Sizzla (2 épisodes, images d’archives seulement)
- Claudia Ferri : Betina Selanes (2 épisodes)
- Catherine Proulx-Lemay : Michèle Paquette (1 épisode)
- Anne Casabonne : Annie Surprenant (1 épisode)
- Micheline Lanctôt : Élise Beaupré (1 épisode, images d’archives seulement)
- Sarah-Jeanne Labrosse : Laurence Belleau (1 épisode, images d’archives seulement)
- Myriam Côté : Avril Robertson (1 épisode, images d’archives seulement)
- Angèle Coutu : Marie-Gisèle Castonguay (1 épisode, images d’archives seulement)
- Karelle Tremblay : Cameron Marquis (1 épisode, images d’archives seulement)

#### Personnel
- René Richard Cyr : Ronald Dutrisac (5 épisodes)
- Debbie Lynch-White : Nancy Prévost (2 épisodes, images d’archives seulement)
- Sophie Prégent : Marie-France Caron (2 épisodes)
- Salomé Corbo : Caroline Laplante (2 épisodes, images d’archives seulement)
- Paul Doucet : Georges Ste-Marie (2 épisodes, images d’archives seulement)
- Normand Daneau : Martin Lavallée (1 épisode, images d’archives seulement)
- Mariloup Wolfe : Agathe Boisbriand (1 épisode, images d’archives seulement)
- Sophie Lorain : Anne Dumouchel (1 épisode)

#### Entourage
- Maxime Dumontier : Patrick Sirois (13 épisodes)
- Philippe Thibault-Denis : Justin Boileau (10 épisodes)
- Danny Gilmore : Bertrand Pariseau (8 épisodes)
- Madison et Abigael Marchesseault : Juliette Pariseau-Lamontagne (? épisodes)
- Gabriel Sabourin : Jean Roy (6 épisodes)
- Mylène Mackay : Maître Pénélope Jalbert (5 épisodes)
- Johanne Marie Tremblay : Pauline Plamondon (5 épisodes)
- Hubert Proulx : Serge Biron (3 épisodes)
- Josée Beaulieu : Madame Gamache (2 épisodes)
- Charles-Alexandre Dubé : Jasmin Chartrand (2 épisodes)
- Tommy Joubert : Mario Granger (2 épisodes)
- Gaston Lepage : Maurice Marchand (2 épisodes)
- Geneviève Morin-Dupont : Julie Despins (2 épisodes, images d’archives seulement)
- Maxime Mailloux : Mathieu Poirier (2 épisodes)
- Frédérique Dufort : Léa Petit (2 épisodes, images d’archives seulement)
- Olivier Barrette : Sébastien Petit (2 épisodes, images d’archives seulement)
- Nicola-Frank Vachon : Marco Biron (2 épisodes)
- Claudine Chatel : Juge de Suzanne (1 épisode)
- Karen Racicot : Brigitte O'Neil (1 épisode)
- Shanti Corbeil-Gauvreau : Audrey Vallières-Roy (1 épisode)
- Sarah-Anne Parent : Mathilde Leblond (1 épisode)
- Brigitte Poupart : Isabelle Corbeil (1 épisode)
- Alain Cadieux : Juge Berthier (1 épisode)
- Pierre Leblanc : Commissaire (1 épisode)
- Jean-Léon Rondeau : Juge Claude Gagner (1 épisode)
- Danielle Fichaud : Grand-mère (1 épisode)
- Rémi Goulet : Rémi Chartrand (1 épisode)
- Julie Du Page : Arlette (1 épisode)

### Générique d'ouverture
Note : les acteurs sont crédités dans un ordre différent lors des deux premiers épisodes.